# Casuarius bennetti
El casuario menor o de Bennett (Casuarius bennetti) es una especie de ave estrutioniforme de la familia Casuariidae autóctona de las islas de Nueva Guinea, Nueva Bretaña y Yapen. No se reconocen subespecies. Fue nombrada en honor al naturalista australiano George Bennett.

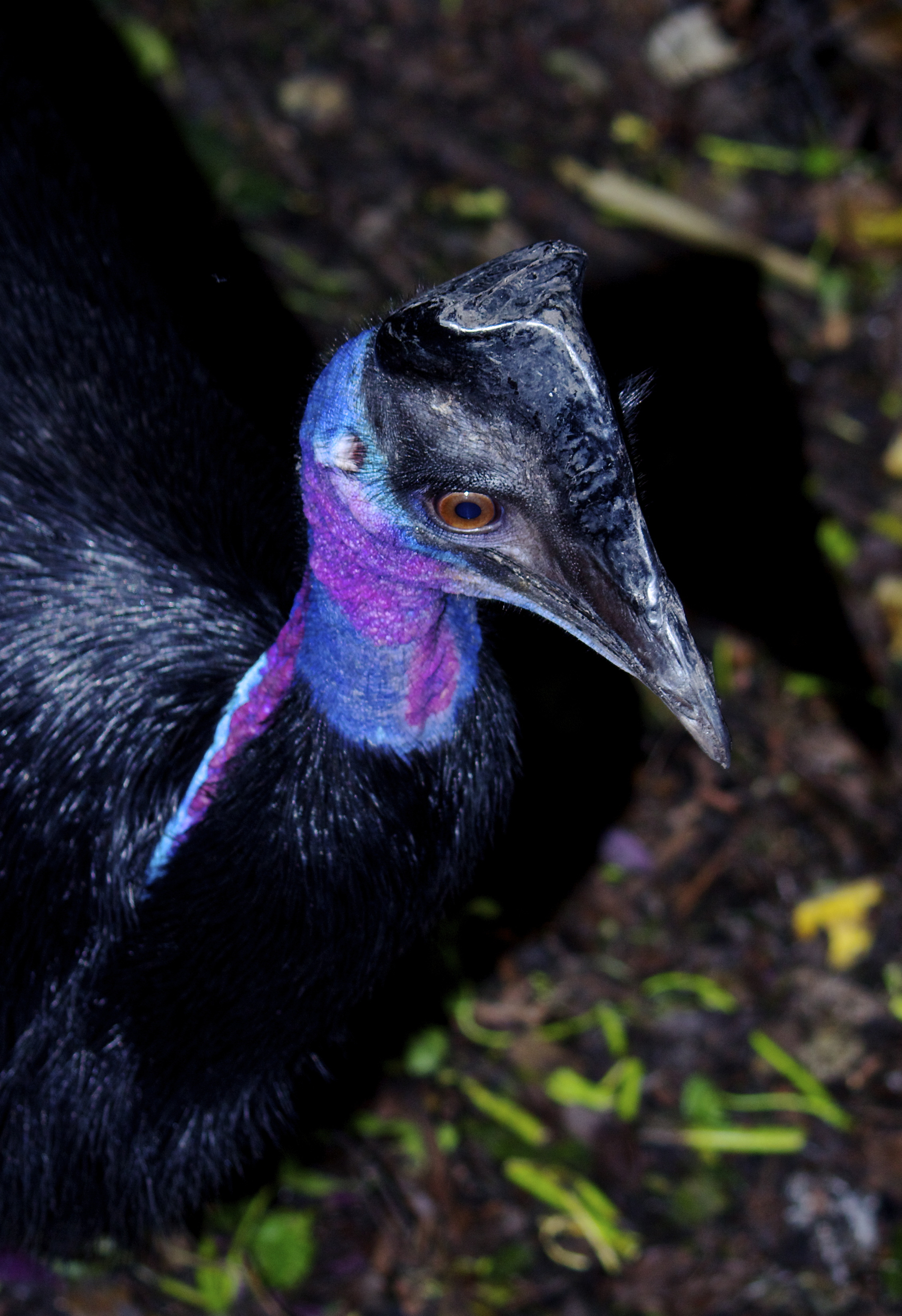
Casuario menor